# Ruby Ridge

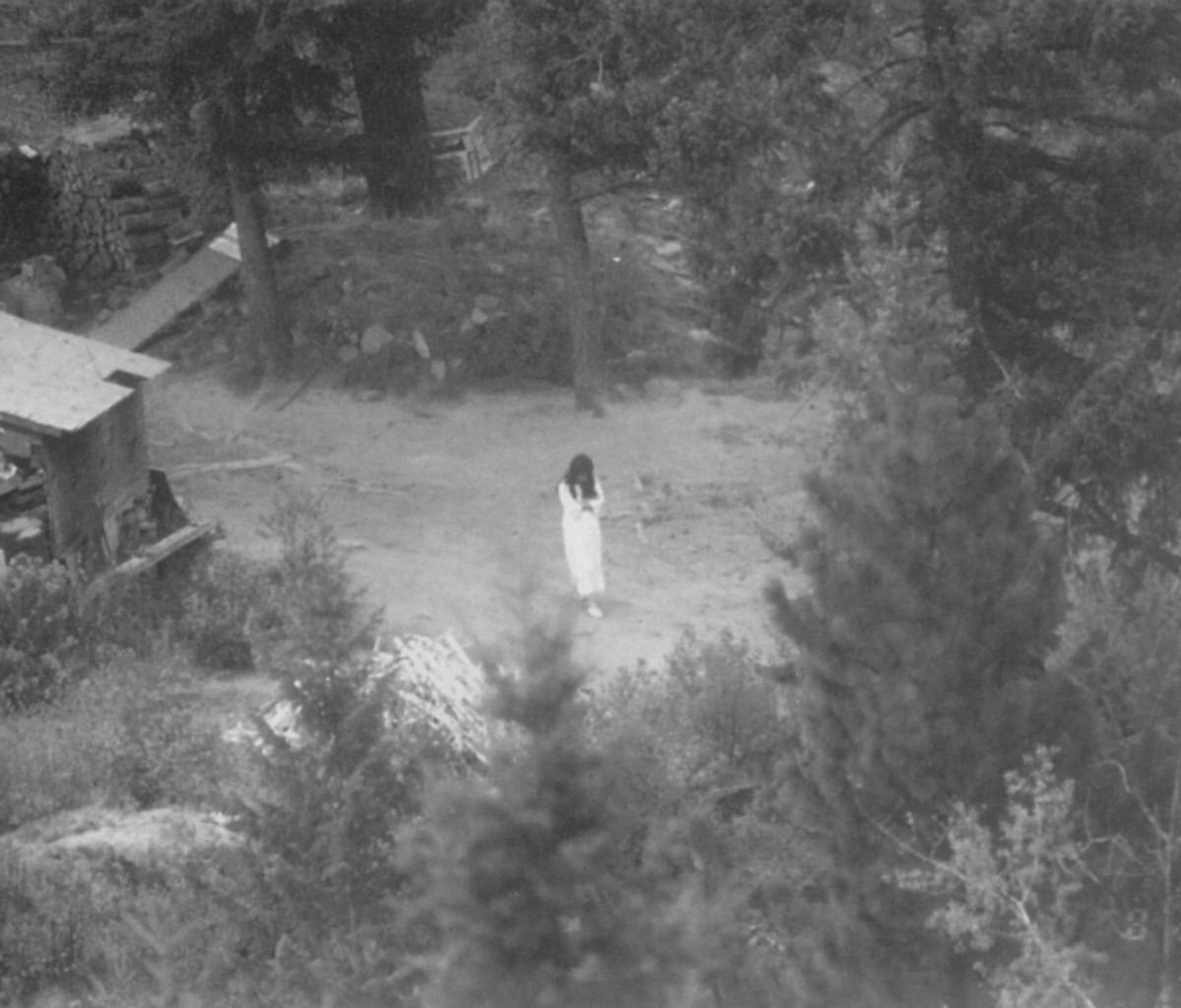

Ruby Ridge ist die von den Medien geprägte Bezeichnung für das Anwesen der Familie Weaver, das sich in einer abgelegenen bergigen namenlosen Region im Norden des US-Bundesstaates Idaho befindet, zwischen Ruby Creek und Caribou Ridge kurz außerhalb der kleinen Stadt Naples im Boundary County. Die Örtlichkeit wurde durch einen Konflikt im August 1992 bekannt.

## Hintergrund
Agenten der damaligen US-amerikanischen Regierungsbehörde Bureau of Alcohol, Tobacco and Firearms (ATF) (deutsch: Amt für Alkohol, Tabak und Schusswaffen) versuchten die Aryan Nations (deutsch: „Arische Nationen“) – eine Gruppe weißer Rassisten – zu infiltrieren. Randy Weaver (1948–2022), ein in der Nähe ansässiger Bauer, war zwar kein Mitglied der „Aryan Nations“, teilte aber zusammen mit seiner Frau Vicki einige von deren Ansichten und hatte die Aryan-Nations-Kirche mehr als einmal besucht. Er schien daher geeignet, die rassistische Gruppe zu infiltrieren, verweigerte sich allerdings dieser Idee. Möglicherweise um ihn doch dazu zu bringen, überredete ihn ein ATF-Undercover-Agent, den Lauf seiner Schrotflinte abzusägen. Es herrscht Uneinigkeit zwischen Weaver und dem ATF darüber, wer letztlich den Lauf unter das gesetzlich erlaubte Mindestmaß kürzte.
Aufgrund dieses Vergehens wurde er vorgeladen, erschien jedoch nicht vor Gericht. Daraufhin wurde gegen ihn ein Haftbefehl erlassen, obwohl bekannt war, dass der Grund des Nichterscheinens der war, dass ihm ein falscher Termin mitgeteilt worden war. Der United States Marshals Service, der für die Festnahme Weavers zuständig war, zögerte diese über ein Jahr hinaus, um ihn durch Nachrichten, die über einen Freund übermittelt wurden, zur Aufgabe zu bewegen, da sich Weaver mittlerweile nicht mehr von seinem Grundstück bewegen wollte.

## Ereignisse
Nach einer 18-monatigen Überwachung von Weavers Landgut zur Vorbereitung der Verhaftung schlug der stellvertretende Direktor der Special Operations Group des Marshals Service vor, die Anklage fallen zu lassen und später unter Verschluss wiederaufzunehmen, so dass Weaver von der erneuten Anklage nichts mitbekommen hätte. Obwohl er nachdrücklich davon abriet, betraten am 21. August 1992 mehrere US-Marshals das Landgut zur heimlichen Überwachung, wobei sie neben ihren Dienstwaffen eine beträchtliche Zahl von Gewehren, darunter ein Scharfschützengewehr, mitführten.
Da sie von den Hunden der Weavers entdeckt wurden, begannen sich die Beamten zurückzuziehen. Randy Weaver, sein 14-jähriger Sohn Sam und Kevin Harris, ein Freund der Familie, näherten sich, alle bewaffnet. Die Ereignisse der anschließenden Schießerei sind in Hinblick darauf, ob sich die Beamten zu erkennen gaben und wer den ersten Schuss abfeuerte, umstritten. Sam Weaver, Deputy Marshal Bill Degan und ein Hund (der vermutlich Auslöser der Schießerei war) wurden getötet. Am nächsten Tag wurde Harris von einem Scharfschützen verletzt und Vicki Weaver versehentlich durch einen Kopfschuss getötet, während sie ihr zehn Monate altes Kind auf dem Arm hielt. Nach einer Woche Verhandlungen gab Weaver schließlich auf.

## Folgen
In einem Gerichtsprozess im Jahre 1993 wurde Weaver, der durch den bekannten Prozessanwalt Gerry Spence vertreten wurde, von allen Anklagepunkten freigesprochen, indem er sich erfolgreich auf Selbstverteidigung berief. Lediglich für das Fernbleiben vom ursprünglichen Gerichtstermin, dem Auslöser der Ereignisse, wurde er zu einer Haftstrafe von 18 Monaten und einer Geldstrafe von 10.000 US-Dollar verurteilt.
Spätere Ermittlungen kritisierten das Verhalten der Bundesbeamten und empfahlen eine strafrechtliche Verfolgung, die allerdings nie in die Tat umgesetzt wurde. Die überlebenden Mitglieder der Familie Weaver erhielten durch einen geschlossenen Vergleich ein Schmerzensgeld in Höhe von 3,1 Mio. US-Dollar.
Im September 1995 wurden Anhörungen durch den US-Senat durchgeführt, die in einen Bericht mündeten, der das FBI und andere Vollstreckungsbehörden kritisiert.
Eine Anklage gegen den Scharfschützen wegen fahrlässiger Tötung wurde von mehreren Instanzen abgewiesen.
Weaver schrieb 1998 über den Vorfall das Buch The Federal Siege At Ruby Ridge (deutsch Die Bundesbelagerung in Ruby Ridge, Anspielung auf die beteiligten Federal Law Enforcement Agencies, die Bundesvollstreckungsbehörden).
Die Belagerung von Ruby Ridge wurde zusammen mit der ebenfalls tödlich verlaufenen Erstürmung der Siedlung der Branch Davidians in Waco, Texas, am 19. April 1993 von der rechtsextremen Milizbewegung als Beleg für die Verschwörungstheorie der Neuen Weltordnung gewertet: Danach plane die US-amerikanische Bundesregierung, die Souveränität der USA an eine Weltregierung abzutreten, die alle Menschen versklaven wolle. Um dies vorzubereiten, verschärfe sie die Waffengesetze und terrorisiere alle, die dagegen Widerstand leisteten.

## Medien
Die Ereignisse von Ruby Ridge wurden im Jahr 1996 als Die Belagerung von Ruby Ridge mit Laura Dern, Randy Quaid und Kirsten Dunst verfilmt. Sie dienten auch einem Teil der Filmhandlung von Arlington Road (1999) als Vorlage.